# Братья Поспишилы

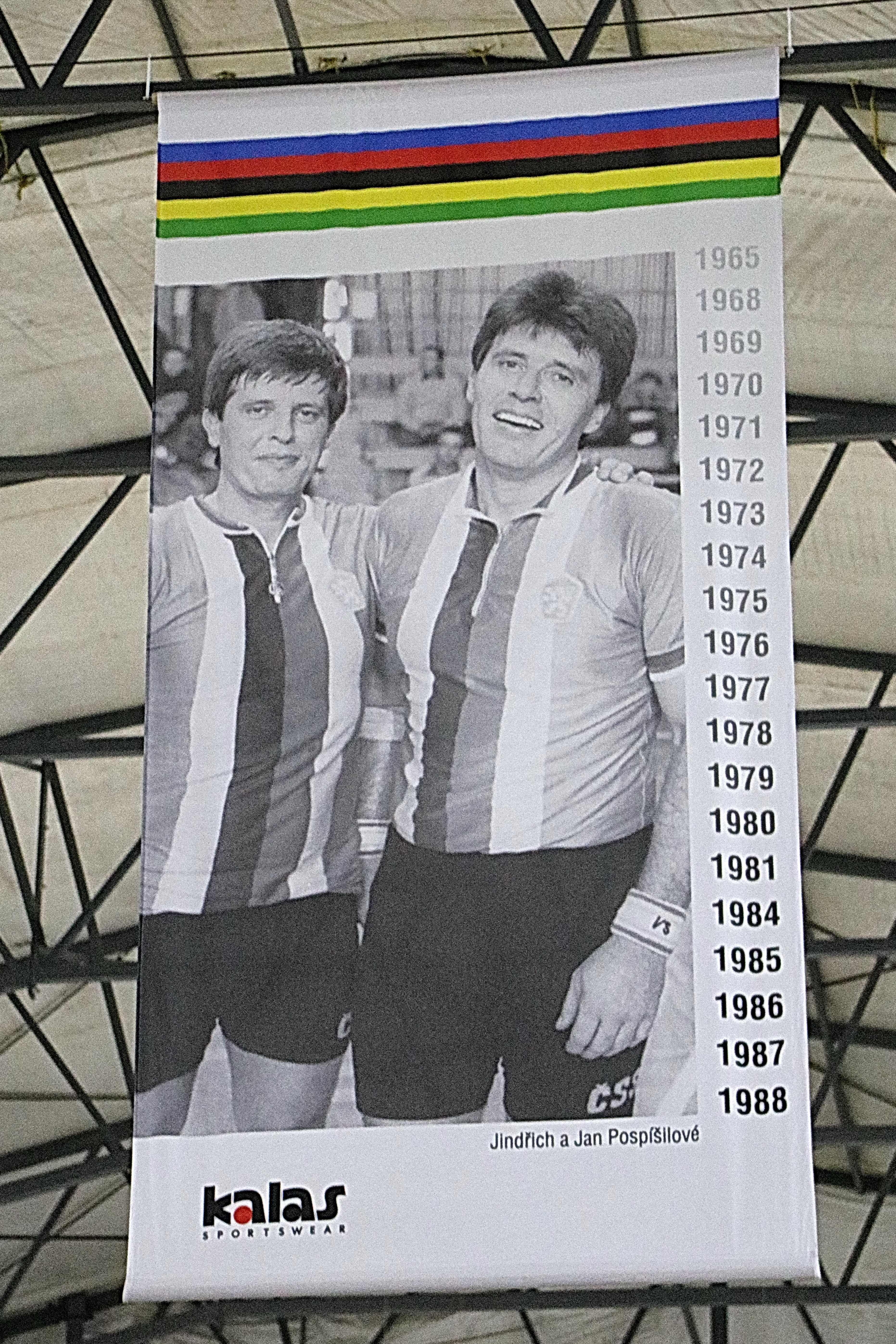
Йиндржих (слева) и Ян (справа) Поспишилы — баннер в Зале славы чешского велоспорта на велодроме Prague-Motol

Йи́ндржих и Ян Поспиши́лы (чеш. Jindřich a Jan Pospíšilovi, р. 23 марта 1942 и 25 апреля 1945, Брно) — чехословацкие спортсмены, двадцатикратные чемпионы мира по велоболу.

## Биография
Йиндржих и Ян Поспишилы родились в Брно в годы оккупации Германией в ходе Второй мировой войны. Незадолго до конца войны их отец, участвовавший в движении чешского Сопротивления, получил осколочное ранение и в начале мая 1945 года умер от заражения крови. Мальчики и их старшая сестра Зденка остались на попечении бабушки и матери. работавшей шофёром. Впоследствии Зденка, выступавшая за спортклуб «Спартак» (Кралово Поле), привела братьев в велосипедную секцию, где их тренером стал Рудольф Харт. Впоследствии именно благодаря Харту Ян присоединился к Йиндржиху в составе велобольной команды.
До начала совместных выступлений Йиндржих, пришедший в велобол раньше младшего брата, успел завоевать третье и второе место на чемпионатах мира в команде с Ярославом Свободой. После того, как к Йиндржиху присоединился Ян, братья Поспишилы на протяжении более чем 20 лет, с 1964 по 1988 год, оставались лидерами мирового велобола. Йиндржих, как более мощный и взрывной, обычно играл в нападении, а высокий и длиннорукий Ян защищал ворота. В 1964 году, в первый год их совместных выступлений, они завоевали серебряные медали чемпионата мира, в 1965 году впервые стали мировыми чемпионами, а начиная с 1968 года выигрывали это звание 14 раз подряд. В интервью электронному изданию iSport братья рассказали, что любой их результат кроме первого места рассматривался как поражение и начиная с 1982 года, когда они впервые за 14 лет остались без золотых медалей, им настойчиво рекомендовали завершить выступления и «освободить место», так как у них уже нет перспектив. На это давление братья ответили ещё одной серией побед на мировых первенствах, продлившейся с 1984 по 1988 год. После завоевания двадцатого чемпионского титула они завершили выступления.
Помимо чемпионатов мира, братья были многократными победителями первенств Чехословакии (Йиндржих — 30-кратным) и Кубка Европы (16 раз). Поспишилы неоднократно признавались «велосипедистами года» в Чехословакии, в 1979 году братьев признали «спортсменами года» Чехословакии, а в 1984 году по итогам опроса они были признаны лучшими велосипедистами Чехии за сто лет национального велоспорта.
На протяжении всей спортивной карьеры братья работали на машиностроительном гиганте Královopolská рядом с Брно. Они проводили в цехах четыре часа в день, а остальное время уделяли спорту. Основной доход составляла обычная заводская зарплата, но за победы на мировых первенствах братья получали премии — от 3,5 до 12 тысяч крон. После окончания активных выступлений братья продолжали работать на родном заводе. В конце 80-х годов они тренировали следующих чемпионов мира, своих соотечественников Мирослава Бергера и Мирослава Кратохвила. После крушения социалистического лагеря Йиндржих провёл 15 лет в Австрии, где тренировал местных велоболистов в Санкт-Пёльтене; с 2002 года он возглавил национальную федерацию зального велоспорта Чехии. Ян 14 лет работал в гараже и тренировал в швейцарском Офтрингене. Братья, много лет выступавшие вместе, продолжают жить вместе в небольшом доме рядом с заводом, за который играли.
В 1998 году на экран вышел документальный фильм режиссёра Бршетислава Рыхлика «Золотые братья», посвящённый Йиндржиху и Яну Поспишилам.